# Cowtown Jubilee
Das Cowtown Jubilee war eine US-amerikanische Country-Sendung, die von KCMO aus Kansas City, Missouri, gesendet wurde. Das Cowtown Jubilee ist nicht mit dem von Bill Mack moderierten Cowtown Jamboree aus Fort Worth, Texas, zu verwechseln.

## Geschichte
Das Cowtown Jubilee wurde erstmals 1950 ausgestrahlt. Die Show wurde jeden Samstagabend im Ivanhoe Temple in Kansas City veranstaltet, das insgesamt 1282 Zuschauer fassen konnte. Durch die große Reichweite von KCMO, eine 50.000 Watt-Station, erreichte die Sendung während der 1950er-Jahre in Missouri und Kansas viel Beliebtheit, nicht zuletzt wegen der Popularität solcher Shows und der „goldenen Ära“ der Country-Musik Anfang der 1950er-Jahre. Das Cowtown Jamboree dauerte im Durchschnitt vier Stunden, von denen jedoch nur ein Teil im Radio live übertragen wurde. Die Sendung begann um acht Uhr abends, bis halb neun wurde von KCMO übertragen.
Moderator der Show war Dal Stallard, ein DJ des Senders. Zuweilen wurde ihm bei dieser Aufgabe vom Produzenten des Jubilees, Hoby Shepp, geholfen, der zudem Kopf der Hausband, den Cowtown Wranglers, war. Das Musiker-Ensemble der Sendung bestand aus festen Mitgliedern, die oft regionaler Herkunft waren, aus Gastauftritten berühmter Country-Musiker sowie aus Auftritten von jungen Gruppen und Musikern, die in der Castingshow des Jubilees, der „Talent Quest“, ausgesucht wurden. Dadurch gelangen vielen jungen Musikern ein Sprungbrett in bekanntere Shows, wie dem Big D Jamboree und dem Louisiana Hayride. Feste Mitglieder der Show waren die Sons of the Golden West, Milt Dickey, „Balin' Wire“ Bob Strack, Peggy Clark oder Jimmy Dallas.
Heutzutage ist das Cowtown Jubilee nicht mehr auf Sendung. KCMO hat sein Format zum Nachrichtensender geändert.

## Gäste und Mitglieder
- Sons of the Golden West
- Milt Dickey
- Balin' Wire Bob Strack
- Peggy Clark
- Neal Burris
- Jimmy Dallas
- Elmo Linn
- Bob Jones
- Smokey Smith
- Rusty Gabbard